# 제3차 사토 내각 (개조)
제3차 사토 개조내각(일본어: 第3次佐藤改造内閣)은  사토 에이사쿠가 제63대 내각총리대신으로 임명되어, 1971년 7월 5일부터 1972년 7월 7일까지 존재한 일본의 내각이다.
제3차 사토 내각의 개조내각이다.

## 개요
제3차 사토 개조내각은 사토 에이사쿠 정권의 마지막 개조 인사가 됐다. 이 내각에서의 주요 사건은 다음과 같다.
1. 제1차 닉슨 쇼크에서 리처드 닉슨 대통령이 중화인민공화국을 다음해에 방문한다고 돌연 발표했다.
2. 제2차 닉슨 쇼크에 의한 브레튼 우즈 체제 종료와 더불어 달러=엔의 고정환율제(1달러 360엔)가 붕괴해 일단 변동 환율제로 이행하여 연말에 스미소니언 협정을 체결, 다시금 고정환율제로 돌아와 1달러 308엔이 됐다.
3. 쇼와 천황·고준 황후의 유럽 순방(일본 역사상 처음이 되는 천황의 외유)을 가졌다(1971년 9월 27일 ~ 10월 14일).
4. 제11회 동계 올림픽 삿포로 대회가 개최됐다(1972년 2월 3일 ~ 2월 13일).
5. 아사마 산장 사건을 시작으로 하는 연합적군에 의한 일련의 테러·게릴라 사건이 발생했다.
6. 미국에서 일본에 오키나와 제도의 시정권 반환(오키나와 반환 협정의 발효)이 성사됐다(1972년 5월 15일).

전후 최장이 되는 7년 8개월 정권의 마지막 내각이 됐지만 정계·국민 모두가 정권에 대한 식상함을 느끼고 있어서 구심력은 약해져 있었다. 1972년 6월 15일에 내각 불신임 결의가 부결됐지만 국회가 종료한 6월 16일 다음날 자유민주당 양원의원총회에서 내각총리대신 및 자유민주당 총재직에서 물러나겠다는 입장을 밝혔다. 그리고 후임이 다나카 가쿠에이로 정해진 후 7월 7일에 내각 총사퇴를 했다. 내각 불신임안이 부결됐는데 22일 후에 총사퇴했고 이것은 불신임안 부결 → 총사퇴의 최단 기록이다. 1970년 10월에 자유민주당 총재 선거에서 4선으로 당선됐고 임기는 그해 10월까지 있었는데 원래 전임 총재인 이케다 하야토로부터 후계 지명을 받아 총리·총재가 된 사토 에이사쿠는 그 사이 후쿠다 다케오에게 양보하겠다는 생각을 갖고 있었다. 하지만 자신의 파벌(사토파)로부터 다나카 가쿠에이가 총재 선거에 입후보하는 움직임이 가시화 되자, 후계자를 지명하는 일 없이 스스로 성사시켰던 오키나와 반환을 끝으로 물러났다.

## 각료
- 내각총리대신 - 사토 에이사쿠
- 법무대신 - 마에오 시게사부로
- 외무대신 - 후쿠다 다케오
- 대장대신 - 미즈타 미키오
- 문부대신 - 다카미 사부로
- 후생대신 - 사이토 노보루
- 농림대신 - 아카기 무네노리
- 통상산업대신 - 다나카 가쿠에이
- 운수대신 - 니와 교시로
- 우정대신 - 히로세 마사오
- 노동대신 - 하라 겐자부로( ~ 1972년 1월 27일) / 쓰카하라 도시오(1972년 1월 28일 ~ )
- 건설대신, 긴키권 정비 장관, 주부권 개발 정비 장관, 수도권 정비위원회 위원장 - 니시무라 에이이치
- 자치대신, 홋카이도 개발청 장관 - 도카이 모토사부로
- 내각관방장관 - 다케시타 노보루
- 총리부 총무장관 - 야마나카 사다노리
- 국가공안위원회 위원장, 행정관리청 장관 - 나카무라 도라타
- 방위청 장관 - 마스하라 게이키치( ~ 1971년 8월 1일) / 니시무라 나오미(1971년 8월 2일 ~ 1971년 12월 5일) / 에사키 마스미(1971년 12월 6일 ~ )
- 경제기획청 장관 - 기무라 도시오
- 과학기술청 장관 - 히라이즈미 와타루( ~ 1971년 11월 15일) / 기우치 시로(1971년 11월 16일 ~ )
- 환경청 장관 - 오이시 부이치
- 오키나와 개발청 장관 - 야마나카 사다노리(총리부 총무장관 겸임, 1972년 5월 15일 설치)
  - 내각법제국 장관 - 다카쓰지 마사미
  - 내각관방부장관(정무) - 미하라 아사오
  - 내각관방부장관(사무) - 고이케 긴이치
  - 총리부 총무부장관(정무) - 스나다 시게타미(1971년 7월 9일 ~ )
  - 총리부 총무부장관(사무) - 구리야마 렌페이

## 정무 차관
전임 내각의 정무 차관이 1971년 7월 9일부로 퇴임했고 같은 날에 신임 정무 차관을 임명했다.
- 법무 정무 차관 - 무라야마 다쓰오
- 외무 정무 차관 - 오니시 마사오
- 대장 정무 차관 - 다나카 로쿠스케·후나다 유즈루
- 문부 정무 차관 - 와타나베 에이이치
- 후생 정무 차관 - 도사카 주지로
- 농림 정무 차관 - 이토 소이치로·사토 다카시
- 통상 산업 정무 차관 - 이나무라 사콘시로·하야시다 유키오
- 운수 정무 차관 - 사토 고코
- 우정 정무 차관 - 마쓰야마 지에코
- 노동 정무 차관 - 나카야마 다로
- 건설 정무 차관 - 후지오 마사유키
- 자치 정무 차관 - 고야마 쇼지
- 행정 관리 정무 차관 - 이스루기 미치유키
- 홋카이도 개발 정무 차관 - 우에다 미노루
- 방위 정무 차관 - 노로 교이치
- 경제 기획 정무 차관 - 기베 요시아키
- 과학 기술 정무 차관 - 모미야마 히데
- 환경 정무 차관 - 오자와 다로
- 오키나와 개발 정무 차관 - 다마키 가즈오(1972년 5월 15일 ~ )

## 참고 문헌
- 하타 이쿠히코 편 《일본 관료제 종합 사전 : 1868 ~ 2000》(도쿄 대학 출판회, 2001년)